# La guerre n'a pas un visage de femme
 La guerre n'a pas un visage de femme (en langue russe : У войны не женское лицо) est un essai documentaire de l'écrivaine biélorusse Svetlana Aleksievitch, lauréate du prix Nobel de littérature en 2015. Ce livre est composé à partir d'histoires enregistrées sur magnétophone de femmes soviétiques qui ont participé à la Grande Guerre patriotique. Le titre de l'ouvrage est tiré des premières lignes du roman de l'écrivain biélorusse Alès Adamovitch « La Guerre sous les toits » (1960),. Le livre constitue la première partie du cycle de la série documentaire Les Voix de l'utopie. La seconde sera l'essai Derniers Témoins (1985), sur le même sujet, la guerre, mais vue et vécue par des enfants qui ont survécu.

## Histoire de la publication
Le livre est écrit en 1983 et est publié par la revue littéraire moscovite « Octobre » au début de l'année 1984 (dans une variante pour la revue), et plusieurs chapitres paraissent encore dans une autre revue (Nieman /revue de l'union de écrivains biélorusses). Une partie du récit a été supprimée par la censure en URSS (l'auteure a été accusée de pacifisme, de naturalisme, et d'avoir terni l'image héroïque de la femme soviétique) et aussi par l'auteure elle-même,,; mais la plupart des suppressions ont été réintroduites par la suite. En 1985 le livre a été publié séparément par plusieurs maisons d'édition dont une à Minsk avec son titre « La guerre n'a pas un visage de femme…». À la fin des années 1980, le tirage atteignait 2 millions d'exemplaires. L'ouvrage a été traduit dans de nombreuses langues.
L'auteure explique ces débuts difficiles suivis d'un tel succès dans une interview à Anne Brunswic. Pendant deux ans le livre s'est heurté à un refus de publication parce que les anciens combattants réclamaient de la prose héroïque, pas des récits d'atrocités. Mais le livre est parvenu jusque dans les mains de Mikhaïl Gorbatchev qui en a fait l'éloge lors du quarantième anniversaire de la victoire. Le succès en URSS a alors été fulgurant.

## Méthode
Svetlana Aleksievitch expose dans son essai sa méthode d'entretien avec les femmes qui lui racontent leur expérience de la guerre. Au début de sa recherche, elle enregistre tous les témoins qu'elle rencontre. Ceux-ci se transmettaient son adresse, son téléphone d'une femme à l'autre. Des vétérans l'invitent à leurs réunions. Elle comprend rapidement qu'elle ne peut interroger tout le monde et qu'il lui faut sélectionner selon un principe : elle s'efforcera de noter le témoignage de femmes ayant exercé des fonctions différentes. Son analyse s'enrichit du regard que chacune portait sur la guerre à travers son métier. Elle n'étaient pas toutes infirmières ou cuisinières mais aussi tireuses d'élite, tankistes, pilotes, boulangères, chirurgiennes ou servantes de pièces de DCA. Lors des entretiens, elle est souvent confrontée à la coexistence de deux vérités chez une même personne : une vérité personnelle dans le tréfonds de la mémoire et une vérité empruntée, contemporaine. La première résiste rarement à la pression de la seconde. Si une femme raconte son expérience de la guerre et qu'un proche, un voisin, un ami participe ou entend l'entretien, son récit prend un tour moins franc, moins intime. Les souvenirs personnels sont soumis dans ce cas à une résistance intérieure. Svetlana Aleksievitch en tire une sorte de loi : plus il y a d'auditeurs lors des interviews, plus le récit devient terne et froid. Plus il ressemble à ce qu'on attend qu'il soit. Une défiance apparaît envers ce qui est simple et humain pour substituer à la vie une image idéale. En respectant l'intimité des rencontres et de l'écoute, Svetlana Aleksievitch donne à ces récits beaucoup de chaleur et d'humanité.

## Prix obtenus
L'auteure a obtenu pour ce livre différents prix dont :
- Le prix littéraire  Nikolaï Ostrovski  de l'Union des écrivains soviétiques (1984)[12]
- Le prix de la revue « Octobre » (1984)[12]
- Prix du Komsomol (1986)[12]
- Prix de la littérature d'Europe centrale  Angelus (2011)[13]
- Le prix Ryszard Kapuściński (2011)[14]

## Série téléviséeLa guerre n'a pas un visage de femme
La publication de l'ouvrage a été précédée par la création d'une série télévisée de 7 documentaires sous le même titre « La guerre n'a pas un visage de femme ́» sur un script de Svetlana Aleksievitch elle-même avec le metteur en scène Viktor Dachouk en 1981—1984 au studio « Chroniques biélorusses ». Viktor Dachouk a obtenu pour cette série et une autre intitulée « Je suis d'un village en feu » le prix d'État d'URSS pour la littérature, en 1985. Il a aussi obtenu le prix de la « Colombe d'argent » au festival international du cinéma à Leipzig.
Les films documentaires télévisés en noir et blanc présentent des images de la Seconde Guerre mondiale avec des textes d'héroïnes ayant participé à celle-ci. Le vétéran et écrivain biélorusse Vassil Bykaw présente l'ouvrage de Svetlana Aleksievitch et de Viktor Dachouk comme un exemple d'approche du thème de la guerre par des gens d'une génération qui n'y a pas participé : « honnêtement, sincèrement, sans omissions ni parti pris, avec un respect profond pour le vécu et les paroles des gens, pour ceux qui ont connu la dernière guerre et qui fera pour toujours partie de leur destin ».

## Réalisations théâtrales
Le sujet du livre a servi à la création de nombreux spectacles parmi lesquels :
- La guerre n'a pas un visage de femme, Théâtre de la Taganka, 1985. Metteur en scène Anatoli Efros, compositeur de la musique Boulat Okoudjava, scénographie Dimitri Krymov[17]. En 1988 une version télévisée en a été réalisée [18].
- La guerre n'a pas un visage de femme, mise en scène Julie Deliquet. Théâtre Jean-Claude Carrière, 2025 dans le cadre de la 39e édition du festival du Printemps des Comédiens[19].

## Réalisation cinématographique
Le réalisateur Kantemir Balagov, auteur du long métrage Une grande fille (Dydla) a obtenu le prix de la mise en scène de la sélection Un certain regard au Festival de Cannes de 2019. C'est l'ouvrage de Svetlana Alexievitch La guerre n'a pas un visage de femme qui lui a servi de source d'inspiration pour son film. Il travaillait encore à l'atelier de cinéma d'Alexandre Sokourov en Kabardino-Balkarie quand il a pris cette décision en 2015.

## Manga
Depuis 2019, un manga tiré du livre est en cours de parution dessiné par Keito Koume (en). Deux volumes parus fin 2020.